# Make It Happen
Make It Happen è una canzone scritta e prodotta da Mariah Carey con David Cole e Robert Clivillés della C&C Music Factory, e registrata per il secondo album della Carey Emotions del 1991. È stato estratto come terzo singolo dell'album nel 1992.

## Tracce
U.S. CD maxi single
1. "Make It Happen" (extended version)
2. "Make It Happen" (dub version)
3. "Make It Happen" (C+C classic version)
4. "Make It Happen" (radio edit)
5. "Make It Happen" (album version)
6. "Emotions" (Special Motion edit)

European CD maxi single
1. "Make It Happen" (radio edit)
2. "Make It Happen" (extended version)
3. "Make It Happen" (dub version)
4. "Make It Happen" (C+C classic version)
5. "Make It Happen" (album version)

## Classifiche
| Classifica (1992)                               | Posizione più alta |
| ----------------------------------------------- | ------------------ |
| Australia                                       | 35                 |
| Canada                                          | 16                 |
| Israele                                         | 10                 |
| Official Singles Chart                          | 17                 |
| U.S. ARC Weekly Top 40                          | 2                  |
| U.S. Billboard Hot 100                          | 5                  |
| U.S. Billboard Adult Contemporary               | 13                 |
| U.S. Billboard Hot Dance Club Play              | 16                 |
| U.S. Billboard Hot R&B/Hip-Hop Singles & Tracks | 7                  |